# Basir Ahang
Basir Ahang (Ghazni, 1º marzo 1984) è un poeta, giornalista e attivista afghano naturalizzato italiano. Si occupa di tematiche legate ai rifugiati e al diritto d'asilo.

## Biografia
Nato in una famiglia di etnia hazāra si è laureato presso l'Università di Kabul in Storia e Letteratura persiana, con una tesi sulla poesia contemporanea dell'Afghanistan. Ha iniziato a scrivere per alcuni giornali locali ed ha fondato, lavorandovi come produttore radiofonico, Radio Malistan.
Nel 2006 ha iniziato a collaborare con il quotidiano italiano La Repubblica. Lo stesso anno il fotografo e giornalista italiano Gabriele Torsello venne rapito dai Talebani. Basir Ahang è stato coinvolto nella liberazione del giornalista, ottenendo informazioni venendo a conoscenza dell'identità dei rapitori. A seguito del rilascio di Torsello, ha subito minacce di morte ed è stato costretto a lasciare il paese. Per questo motivo è stato accolto in Italia come rifugiato politico nel 2008.
Nel 2009 e 2010 si è recato in Grecia per documentare la tragica situazione dei rifugiati. Questo suo lavoro è raccontato nel documentario La voce di Patrasso e in molti articoli su riviste online, tra cui Kabulpress, sito del quale è responsabile per la sezione relativa ai diritti umani.
Con il giornalista Kamran Mir Hazar ha fondato il sito Hazarapeople con l'intento di richiamare l'attenzione nei confronti della popolazione Hazara, etnia di cui fa parte. Insieme hanno realizzato un'antologia con contributi poetici di 125 poeti da 68 paesi diversi e con inclusa una lettera rivolta al segretario delle Nazioni Unite, firmata anche da Premi Nobel e Pulitzer.
Ha lavorato per l'UNHCR e pubblicato articoli su Al Jazeera, BBC Persian, Deutsche Welle. Nel 2014 è stato candidato al premio Images and Voice of Hope's negli USA. Nello stesso anno ha recitato nel cortometraggio L'ospite del regista Amin Wahidi, vincitore, nel 2014, del premio Città di Venezia.

## Elenco delle opere
- Poems for the Hazara: a Multilingual Poetry Anthology and Collaborative Poem 2013 ISBN 9780983770862
- Sogni di tregua, Gilgamesh Edizioni, 2015 ISBN 9788868670887